# Lipowica (województwo świętokrzyskie)
Lipowica – wieś w Polsce, położona w województwie świętokrzyskim, w powiecie kieleckim, w gminie Chęciny.
| SIMC    | Nazwa      | Rodzaj    |
| ------- | ---------- | --------- |
| 0234229 | Przymiarki | część wsi |

W latach 1975–1998 miejscowość administracyjnie należała do województwa kieleckiego.